# Angelo Rottoli
Angelo Rottoli (ur. 14 grudnia 1959 w Presezzo, zm. 28 marca 2020 w Ponte San Pietro) – włoski bokser, zawodowy mistrz Europy w wadze junior ciężkiej (1989), zawodowy bokser wagi junior ciężkiej, zawodowy mistrz Włoch w wadze ciężkiej (1983–1985).

## Kariera
W latach 1981–1990 walczył jako profesjonalista na terenie Włoch w wadze junior ciężkiej. Jego bilans zawodowy wynosił 29 zwycięstw, 2 remisy i 3 porażki. W 1989 zdobył tytuł mistrza Europy w wadze junior ciężkiej. Zmarł w szpitalu w Lombardii w wieku 61 lat na COVID-19.